# Grönloken, Hälsingland
Grönloken är en sjö i Ljusdals kommun i Hälsingland och ingår i Ljusnans huvudavrinningsområde.